# Эрцог, Энрике
Хосе Энрике Эрцог Гарайсабаль (исп. José Enrique Hertzog Garaizábal; 10 декабря 1896 — 18 декабря 1981) — боливийский политический деятель, президент страны с 1947 до 1949 года.

## Биография
Врач по специальности, Эрцог присоединился к Республиканской партии Даниэля Саламанки в 1920-х годах. Занимал пост министра обороны в 1932—1935 годах во время Чакской войны против Парагвая. В 1947 году баллотировался на пост президента и выиграл у либерала Фернандо Гаучаллы и реформиста Виктора Паса Эстенссоро.
На посту президента Эрцог столкнулся со многими препятствиями, прежде всего с многочисленными восстаниями рабочих, шахтеров и профсоюзов, а также с падением экономики. После парламентских выборов 1949 года, во время которых республиканцы потеряли большинство голосов, руководство партии приняло решение о замене Эрцога на более решительного и уверенного вице-президента Мамерто Урриолагоитиа. Через несколько месяцев Эрцог был назначен на пост посла Боливии в Испании. После революции 1952 года, которая привела к власти Виктора Паса, экс-президент Эрцог остался в испанской столице до самой своей смерти в 1981 году.